# Maïssa Bey
Maïssa Bey, seudónimo de Samia Benameur, (1950, Ksar el Boukhari) es una escritora argelina.

## Biografía
Maïssa Bey hizo sus estudios universitarios de letras en Argel y luego enseña francés en Sidi-Bel-Abbès, en el oeste de Argelia, es presidenta y fundadora de la asociación de mujeres “Paroles et écriture”, creada en 2000, cuyo objetivo es ''espacios abiertos para la expresión cultural (creación de una biblioteca en 2005, con la organización de reuniones con autores, talleres de escritura, cuentos, diversas actividades para niños, etc.) y ha sido asimismo la fundadora de la editorial Chèvre-feuille Étoilée, en la que dirige la colección “Les chants de Nidaba”.
Ha escrito novelas, cuentos, obras de teatro, poemas y ensayos. En 2005, recibió el gran premio de libreros argelinos por todo su trabajo.

## Trayectoria literaria
Maissa Bey es una de las figuras de la escritura feminista que ha estado interesada en la situación de las mujeres argelinas desde los años oscuros en Argelia. Ella encarna un personaje femenino social en sus escritos donde alienta a las mujeres, a través de la escritura, a reclamar sus derechos y asumir la responsabilidad en una sociedad patriarcal. Está considerada como uno de los portavoces de las mujeres argelinas porque encontraron en su pluma las palabras que describen sus situaciones y su opresión.
Maissa Bey ilustra en sus obras personajes (a menudo mujeres) que viven en una situación compleja y que se encuentran en un contexto de violencia, injusticia y sumisión, y donde la revuelta es severamente reprimida. Las mujeres fueron atrapadas en estas condiciones y las limitaciones objetivas de un periódico diario en Argelia. La escritora muestra una realidad y denuncia (a pesar de sí misma) a través de sus textos esta realidad en la que lucha como mujer, ante la escritora en la que se ha convertido.
Ella dijo en una entrevista: “Para mí, todo sucedió como si de repente estar en silencio equivaliera a ser cómplice de lo que teníamos que soportar. Y las palabras fueron y siempre están salvando en el sentido de que me ayudaron a poner orden en el caos que vivíamos en la vida cotidiana”.

## Premios
- Gran Premio por el cuento de la Society of Letters 1998
- Premio Marguerite Audoux[11]
- Premio Cybèle 2005
- 2008 Gran Premio de novela en francés SILA,

## Obras
- Au commencement etait la mer, novela (1996)
- Nouvelles d'Algerie, cuentos (1998)
- Cette fille-la, novela (2001)
- Entendez-vous dans les montagnes, novela (2002); en inglés, Do You Hear in the Mountains (2018)
- Surtout ne te retourne pas, novela (2005); en inglés, Above All, Don't Look Back (2009)
- Sous le jasmin la nuit, cuentos (2004)
- Bleu, blanc, vert, novela (2006), recibió el Cezam Prix Littéraire Inter CE[12]
- Pierre, Sang, Papier ou Cendre, novela (2008), recibió el Grand Prix du roman francophone SILA[13]
- L'une et l'autre, autobiografía (2009)
- Puisque mon cœur est mort, novela (2009)